# Chiesa della Madonna del Parto (Sutri)
La chiesa della Madonna del Parto è una chiesa di Sutri, posta fuori dal borgo antico della cittadina. Si trova ai piedi del colle Savorelli, nella zona archeologica.

## Storia e descrizione
Risale al XIII-XIV secolo ed è interamente scavata nel tufo, tanto che esternamente non vi è niente che riveli la presenza di una chiesa.
Studi archeologici ipotizzano che in origine questo ambiente ipogeo, esclusa la zona absidale più recente, fosse un luogo di culto del dio Mitra, risalente al I-II secolo. Nel pavimento del Mitreo di Sutri si trova ancora il fonte battesimale dove con un battesimo d'acqua si iniziavano i credenti ai Misteri del Culto. Il Mitreo fu cristianizzato nel IV sec. e la lapide centrale del Taurobolium mitraico fu tolta e oggi è ben visibile sul muro di un casale sulla via Cassia, fraz. La Botte a pochi metri dalla strada.
Completamente ipogea, la chiesa presenta
- un vestibolo d'ingresso, a pianta quadrata, ove sono visibili affreschi che raffigurano la Madonna e Santi, San Cristoforo, e vicende legate alla vita di San Michele del Gargano;
- un ambiente principale, a pianta rettangolare a tre navate, suddiviso da dieci pilastri per lato; la navata centrale ha un soffitto a volta a botte; le navate laterali, larghe circa 1 metro, hanno soffitto piano, e sono percorse nel perimetro esterno da una banchina scavata nel tufo;
- la zona absidale, a pianta rettangolare, con resti di affreschi raffiguranti la Natività.[1]

La chiesa fa parte del Parco urbano dell'antichissima Città di Sutri, istituito nel 1988.